# 阿比纳夫·马诺塔
阿比纳夫·马诺塔（英語：Abhinav Manota，1992年4月7日—），前印度男子羽毛球運動員，自2014年起代表紐西蘭參加國際比賽。

## 簡歷
2014年，阿比纳夫·马诺塔從印度移居至紐西蘭，在基督城修讀商業和企業管理文憑（7級）。在定居下來後，他便開始在坎特伯雷区打羽毛球，並代表坎特伯雷出戰全國比賽。他的雙打搭檔Dylan Soedjasa其後邀請他到北岸一起進行訓練，並在北岸羽毛球協會工作。
2017年11月，阿比纳夫·马诺塔出戰巴基斯坦羽毛球國際系列賽，拿得男子單打比賽亞軍。

## 主要比賽成績
只列出曾進入準決賽的國際賽事成績：
| 年份   | 賽事                         | 公開賽級別 | 項目     | 拍檔               | 成績   |
| ------ | ---------------------------- | ---------- | -------- | ------------------ | ------ |
| 2016年 | 懷卡托羽毛球國際賽           | 未來系列賽 | 男子單打 | －                 | 準決賽 |
| 2016年 | 懷卡托羽毛球國際賽           | 未來系列賽 | 男子雙打 | Dylan Soedjasa     | 準決賽 |
| 2016年 | 懷卡托羽毛球國際賽           | 未來系列賽 | 混合雙打 | Justine Villegas   | 亞軍   |
| 2017年 | 懷卡托羽毛球國際賽           | 未來系列賽 | 男子雙打 | Dylan Soedjasa     | 準決賽 |
| 2018年 | 北港羽毛球國際賽             | 未來系列賽 | 男子單打 | －                 | 亞軍   |
| 2018年 | 大洋洲羽毛球男女子團體錦標賽 | 其他       | 男子團體 | －                 | 亞軍   |
| 2018年 | 大洋洲羽毛球錦標賽           | 其他       | 男子單打 | －                 | 冠軍   |
| 2019年 | 大洋洲羽毛球錦標賽           | 其他       | 男子單打 | －                 | 季軍   |
| 2019年 | 大洋洲羽毛球混合團體錦標賽   | 其他       | 混合團體 | －                 | 亞軍   |
| 2019年 | 荷蘭羽毛球國際賽             | 國際系列賽 | 男子雙打 | 奥利弗·莱顿-戴维斯 | 亞軍   |
| 2019年 | 希臘羽毛球公開賽             | 國際系列賽 | 男子雙打 | 奥利弗·莱顿-戴维斯 | 亞軍   |
| 2019年 | 保加利亞羽毛球公開賽         | 國際系列賽 | 男子單打 | －                 | 亞軍   |
| 2019年 | 保加利亞羽毛球公開賽         | 國際系列賽 | 男子雙打 | 奥利弗·莱顿-戴维斯 | 亞軍   |
| 2020年 | 大洋洲羽毛球錦標賽           | 其他       | 男子單打 | －                 | 冠軍   |
| 2020年 | 大洋洲羽毛球錦標賽           | 其他       | 男子雙打 | 奥利弗·莱顿-戴维斯 | 冠軍   |
| 2020年 | 大洋洲羽毛球男女子團體錦標賽 | 其他       | 男子團體 | －                 | 亞軍   |
| 2022年 | 大洋洲羽毛球錦標賽           | 其他       | 男子雙打 | Jack Wang          | 冠軍   |
| 2023年 | 大洋洲羽毛球錦標賽           | 其他       | 男子單打 | －                 | 冠軍   |

| 2007-2017年 | 首要超級賽 | 超級賽 | 黃金大獎賽 | 大獎賽 | 國際挑戰賽 | 國際系列賽 | 未來系列賽 | 其他 |

| 2018-2026年 | 總決賽 | 超級1000賽 | 超級750賽 | 超級500賽 | 超級300賽 | 超級100賽 | 國際挑戰賽 | 國際系列賽 | 未來系列賽 | 其他 |

### 奧運會和世錦賽參賽紀錄
|          | 2018 | 2022 |
| -------- | ---- | ---- |
| 男子單打 | 64強 | 64強 |